# Ochelata
Ochelata – miasto w Stanach Zjednoczonych, w stanie Oklahoma, w hrabstwie Washington.